# Renata Lisowska
Renata Lisowska – polska ekonomistka, dr hab. nauk ekonomicznych, profesor uczelniany Katedry Przedsiębiorczości i Polityki Przemysłowej Wydziału Zarządzania Uniwersytetu Łódzkiego.

## Życiorys
W 1995 ukończyła studia ekonomiki i organizacji produkcji na Uniwersytecie Łódzkim, 20 października 2003 obroniła pracę doktorską Rola sektora małych i średnich przedsiębiorstw w tworzeniu miejsc pracy na terenach zmarginalizowanych, 16 lutego 2015 habilitowała się na podstawie pracy zatytułowanej Zarządzanie rozwojem małych i średnich przedsiębiorstw w obszarach zmarginalizowanych.
Została zatrudniona na stanowisku adiunkta w Katedrze Zarządzania na Wydziale Nauk Społecznych, Filii w Piotrkowie Trybunalskim Uniwersytetu Jana Kochanowskiego w Kielcach, oraz na Wydziale Informatyki, Zarządzania i Transportu Akademii Humanistyczno-Ekonomicznej w Łodzi.
Jest profesorem nadzwyczajnym w Katedrze Przedsiębiorczości i Polityki Przemysłowej na Wydziale Zarządzania Uniwersytetu Łódzkiego.